# گورستان بلو
گورستان شربان وودا (رومانیایی: Cimitirul Șerban Vodă) که به گورستان بلو (رومانیایی: Cimitirul Bellu) مشهور است، بزرگترین و مشهورترین گورستان شهر بخارست در رومانی است.

## به‌خاک‌سپرده‌شدگان مشهور
- زاهاریا استانکو
- یون لوکا کاراجیاله
- آمزا پلئا
- شربان یونسکو
- آنا اصلان
- امیل هوسو
- ائوجن باربو
- مارگا باربو
- رادو بلیگن
- یون بسویو
- دیمیتری براندزا
- توما کارجیو
- لیویو سیولی
- آنری کواندا
- جورجه کنستانتین
- گئورگی گئورگیو-دژ
- گئورگه دینیکا
- میهای امینسکو
- اسپیرو هارت
- آلکساندرو ماسدونسکی
- مانا مونسکو
- لیا مانولیو
- اوویدیو یولیو مولدوان
- آدریان پینتئا
- دِم رادولسکو
- کولئا رائوتو
- لیویو ربرانو
- نیکیتا استانسکو
- ماریا تاناسه
- رادو واسیل
- آئورل ولایکو
- ترایان وویا
- گریگوره واسیلیو بیرلیک
- تودور موشاتسکو
- آندری بلائیر
- لئوپولدینا بالانوتسا
- دینو مانولاکه
- پتره گئورگیو
- امیل بوتا